# جيمس فولكنير (سياسي)
جيمس فولكنير (بالإنجليزية: James Faulkner)‏ هو محامي ومصرفي وقاضي وسياسي أمريكي، ولد في 21 يناير 1790، وتوفي في 19 أكتوبر 1884. حزبياً، نشط في الحزب الديمقراطي. وقد انتخب عضو جمعية ولاية نيويورك وانتخب عضو مجلس ولاية نيويورك.